# Callaway Golf

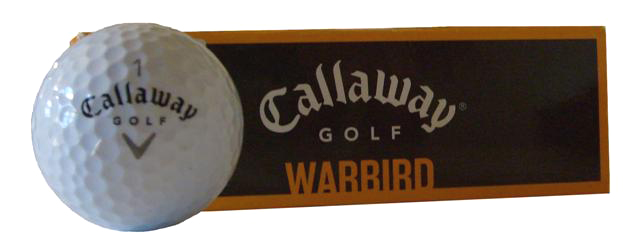
A Callaway Warbird golf ball in front of the package

Callaway Golf es un fabricante de palos, bolas y accesorios de golf con sede en Carlsbad, California, Estados Unidos. La empresa fue fundada por Ely Callaway en 1984, cuando compró la firma Hickory Sticks. Callaway es conocida por su gama de drivers "Big Bertha" creada en 1991, que inició la tendencia de agrandar el tamaño de la cabeza. En 1997 compró la marca de putters Odyssey.
Los palos Callaway han sido utilizados entre otros golfistas por Gary Player, Arnold Palmer, Phil Mickelson, Colin Montgomerie, Ernie Els, Jim Furyk, Thomas Bjørn, Henrik Stenson, Annika Sörenstam y Eduardo Romero.